# Західний (Довжанський район)
Західний — селище в Україні, у Сорокинській міській громаді Довжанського району Луганської області. З 2014 року є окупованим. Населення становить 395 осіб.

## Історія
Селище засноване у 1914 році.
12 червня 2020 року, відповідно до Розпорядження Кабінету Міністрів України № 717-р «Про визначення адміністративних центрів та затвердження територій територіальних громад Луганської області», увійшло до складу Сорокинської міської громади.
17 липня 2020 року, в результаті адміністративно-територіальної реформи та ліквідації  Сорокинського району, увійшло до складу новоутвореного Довжанського району.

## Розташування
Селище розташоване за 8 км від м. Краснодон. Найближча залізнична станція — Ізварине, за 8 км.

## Населення
За даними перепису 2001 року населення селища становило 395 осіб, з них 9,11% зазначили рідною мову українську, а 90,89% — російську.